# Cornifrons ulceratalis
Cornifrons ulceratalis is een vlinder uit de familie grasmotten (Crambidae). De wetenschappelijke naam is voor het eerst gepubliceerd in 1858 door Julius Lederer.
De soort komt voor in Frankrijk, Oostenrijk, Portugal, Spanje (vasteland), de Balearen, Italië (vasteland), Sicilië, Sardinië, Kroatië, Bosnië en Herzegovina, Servië, Albanië, Griekenland, Malta, Canarische Eilanden, Kaapverdië, Algerije, Egypte, Westelijke Sahara, Tsjaad, Soedan, Syrië, Iran, Saoedi-Arabië en de Verenigde Arabische Emiraten.